# Stipellula capensis
Espèce

Stipellula capensis est une espèce de plantes monocotylédones de la famille des Poaceae, sous-famille des Pooideae, originaire des régions allant du bassin méditerranéen à l'Inde. 

## Taxinomie
L'espèce  a été décrite en premier par Carl Peter Thunberg sous le nom de Stipa capensis et publiée en 1794  dans Prodromus Plantarum Capensium  1: 19, puis reclassée dans le genre Stipellula en 2012 par Röser & H.R.Hamasha. 

### Synonymes
Selon Plants of the World online (POWO) (14 juillet 2021) :
homotypiques
- Stipa capensis Thunb.(basionyme).
- Stipella capensis (Thunb.) Röser & Hamasha

hétérotypiques
- Achnatherum capense (Thunb.) Beauv.[5]
- Stipa tenacissima Ucria, nom. illeg.
- Stipa retorta Cav.
- Stipa tortilis Desf.
- Stipa humilis Brot., nom. illeg.
- Stipa seminuda Vahl ex Hornem.
- Stipa tortilis var. pubescens Ball
- Stipa liwinowii Roshev.
- Stipa capensis var. tortilis (Desf.) Breistr.
- Stipellula capensis var. pubescens (Ball) F.M.Vázquez

### Liste des variétés
Selon Tropicos (14 juillet 2021) :
- Stipellula capensis var. pubescens (Ball) F.M. Vázquez